# Edgar Amphlett
Edgar Montague Amphlett (* 1. September 1867 in Dorchester; † 9. Januar 1931 in London) war ein britischer Fechter.

## Leben
Edgar Amphlett nahm an zwei Olympischen Spielen teil: bei den Olympischen Spielen 1908 in London sicherte er sich mit Robert Montgomerie, Leaf Daniell, Cecil Haig, Martin Holt und Edgar Seligman die Silbermedaille im Mannschaftswettbewerb mit dem Degen. In der Einzelkonkurrenz schied er in der zweiten Runde aus. 1912 wiederholte er in Stockholm mit Robert Montgomerie, John Blake, Percival Davson, Arthur Everitt, Cecil Haig, Martin Holt und Edgar Seligman den Mannschaftserfolg mit dem erneuten Gewinn die Silbermedaille in der Degenkonkurrenz. Im Einzel schied er mit dem Degen dieses Mal in der Halbfinalrunde aus, ebenso im Florett-Einzel. Mit dem Degen wurde er 1910 und mit dem Florett 1911 britischer Meister.
Amphlett war Journalist. Er berichtete 16 Jahre aus dem Parlament des Vereinigten Königreichs, dabei ab 1899 für die Tageszeitung The Times. Während des Ersten Weltkriegs war er Kriegsberichterstatter in Frankreich. Er wollte der Armee beitreten, wurde aufgrund seines fortgeschrittenen Alters aber zunächst nicht berücksichtigt. Im September 1915 erfolgte schließlich die Einberufung. Vier Jahre lang war Amphlett als Transportoffizier für die Eisenbahn tätig. Nach dem Krieg kehrte er zur Times zurück. Amphlett war verheiratet und hatte zwei Söhne und eine Tochter.